# Stir the Blood
Stir the Blood —en español: Agitar la sangre— es el tercer álbum de estudio de la banda estadounidense de rock The Bravery, lanzado el 1 de diciembre de 2009. Contó con el sencillo «Slow Poison».

## Producción
Para grabar el disco, la banda se instaló con en una iglesia abandonada, que hace años albergó a los Pixies y los B'52 en un proyecto sin nombre. Allí, como la mayor parte de la banda entraba y salía, Endicott se estancia en una casa vecina desde hace varios meses ya que estuvo a cargo de la mesa del productor para el nuevo disco junto a John Hill (quien había trabajado con Santigold y Shakira). Canciones como "Slow Poison", "She's So Bendable", "I Am Your Skin" y "Hatefuck", se recogiron de riffs registrados en la gira de la banda de su disco anterior, "The Sun and The Moon".

## Lista de canciones
| N.º | Título                           | Duración |  |
| 1.  | «Adored»                         | 3:42     |  |
| 2.  | «Song For Jacob»                 | 3:23     |  |
| 3.  | «Slow Poison»                    | 3:31     |  |
| 4.  | «Hatefuck»                       | 2:55     |  |
| 5.  | «I Am Your Skin»                 | 3:01     |  |
| 6.  | «She's So Bendable» (M. Hindert) | 2:21     |  |
| 7.  | «The Spectator»                  | 3:50     |  |
| 8.  | «I Have Seen The Future»         | 3:15     |  |
| 9.  | «Red Hands and White Knuckles»   | 3:21     |  |
| 10. | «Jack-O-Lantern Man»             | 2:50     |  |
| 11. | «Sugar Pill»                     | 3:17     |  |

- Datos: Q3499550